# Садове уранове родовище
Садове уранове родовище — інфільтраційне (гідрогенне) уранове родовище в Україні. Локалізація — у палеогенових палеодолинах Українського щита (УЩ). Загальні запаси урану — 750 т. Промислові запаси урану — 562 т.
Розробка біля села Девладове в Софіївському районі Дніпропетровської області

## Інші уранові родовища України
| - Сафонівське уранове родовище - Ватутінське уранове родовище - Центральне уранове родовище - Мічурінське уранове родовище - Братське уранове родовище - Новокостянтинівське уранове родовище - Христофорівське уранове родовище - Девладівське уранове родовище - Берецьке уранове родовище | - Новогурівське уранове родовище - Хутірське уранове родовище - Сурське уранове родовище - Северинівське уранове родовище - Компаніївське уранове родовище - Докучаївське уранове родовище - Південне уранове родовище - Калинівське уранове родовище | - Лозоватське уранове родовище - Жовторіченське уранове родовище - Первомайське уранове родовище - Миколо-Козельське уранове родовище - Червоношахтарський урановий рудопрояв - Адамівське уранове родовище - Краснооскольське уранове родовище |